# A magyar labdarúgó-válogatott mérkőzései 1918-ban
A magyar labdarúgó-válogatottnak 1918-ban négy mérkőzése volt és mindet megnyerte: hármat Ausztria ellen, ebből kettőt Bécsben, illetve egyet Svájc ellen Budapesten.

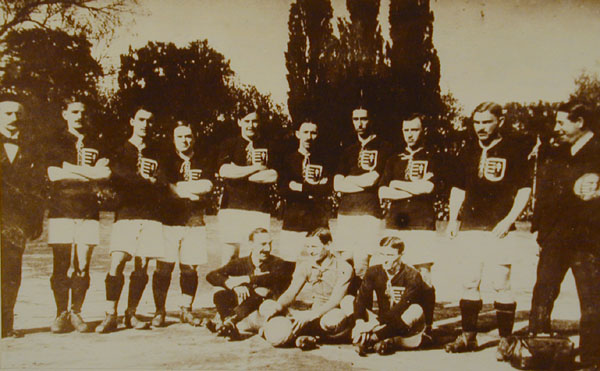
Magyar válogatott 1918. május 3-án. Balról: Hogan edző, Konrád II, Kertész II, Szabó, Feldmann, Orth, Schlosser, Nemes, Ging, Fogl II, Schaffer

.
Szövetségi kapitány:
- Fehéry Ákos

## Eredmények
| 67. mérkőzés 1918. április 14. | Magyarország               | 2 – 0             | Ausztria | MTK-pálya, Budapest Nézőszám: 23 000 Játékvezető: Angelo Rossi (GER) |
| 67. mérkőzés 1918. április 14. | Schlosser 26' Schaffer 52' | (1 – 0) Részletek |          | MTK-pálya, Budapest Nézőszám: 23 000 Játékvezető: Angelo Rossi (GER) |

| 68. mérkőzés 1918. május 12. | Magyarország               | 2 – 1             | Svájc      | MTK-pálya, Budapest Nézőszám: 16 000 Játékvezető: Heinrich Retschury (AUT) |
| 68. mérkőzés 1918. május 12. | Schaffer 57' Schlosser 77' | (0 – 0) Részletek | Keller 55' | MTK-pálya, Budapest Nézőszám: 16 000 Játékvezető: Heinrich Retschury (AUT) |

| 69. mérkőzés 1918. június 2. | Ausztria | 0 – 2             | Magyarország               | WAC-Platz, Bécs Nézőszám: 20 000 Játékvezető: Angelo Rossi (GER) |
| 69. mérkőzés 1918. június 2. |          | (0 – 0) Részletek | Schlosser 70' Schaffer 73' | WAC-Platz, Bécs Nézőszám: 20 000 Játékvezető: Angelo Rossi (GER) |

| 70. mérkőzés 1918. október 6. | Ausztria | 0 – 3             | Magyarország            | WAC-Platz, Bécs Nézőszám: 15 000 Játékvezető: Otto Kehm (GER) |
| 70. mérkőzés 1918. október 6. |          | (0 – 1) Részletek | Payer 5' 63' Pataki 77' | WAC-Platz, Bécs Nézőszám: 15 000 Játékvezető: Otto Kehm (GER) |

## Nem hivatalos mérkőzés
| 1918. június 23. | Északi Kerületi válogatott | 1 – 3   | Magyarország      | Miskolc Nézőszám: 4 000 |
| 1918. június 23. | Barbierik Gyula ?' (11-es) | (0 - 2) | Csapkay Károly ?' | Miskolc Nézőszám: 4 000 |

## Lásd még
- A magyar labdarúgó-válogatott mérkőzései (1902–1929)
- A magyar labdarúgó-válogatott mérkőzései országonként